# Greve dos professores do Distrito Escolar Unificado de Los Angeles em 2019
Mais de 30 000 professores do ensino público do Distrito Escolar Unificado de Los Angeles [en] (LAUSD) entraram em greve entre os dias 14 e 22 de janeiro de 2019, protestando contra os baixos salários, as turmas numerosas, a insuficiência de pessoal de apoio como enfermeiros e bibliotecários e a proliferação de escolas autônomas, os professores entraram em greve pela primeira vez no distrito em 30 anos. A greve foi autorizada pelo Sindicato dos professores de Los Angeles [en]  (UTLA).
Em agosto de 2018, sob a liderança do presidente  progressista da UTLA, Alex Caputo-Pearl, 98% dos membros da UTLA autorizaram uma greve após meses de disputas de negociação de contratos. Embora os professores também estivessem fazendo greve para destacar questões como demandas por aumentos salariais, a discussão pública tornou-se predominantemente focada na oposição do sindicato às escolas autônomas.  Apesar de um em cada cinco alunos do LAUSD frequentar uma escola autônoma na altura da greve, a UTLA argumentou que as escolas autônomas com elevado desempenho estavam a desviar dinheiro das escolas sindicalizadas com fraco desempenho.

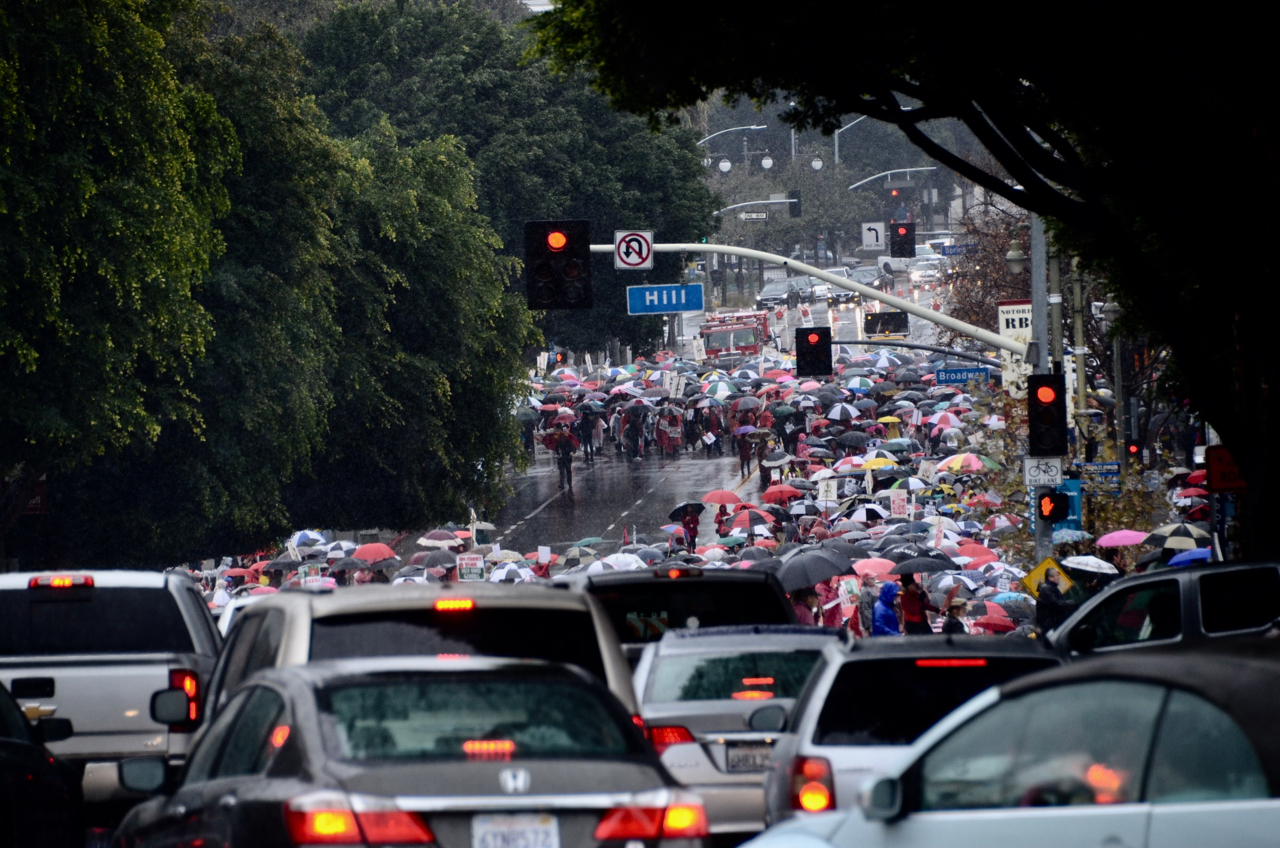
Dia 1, 14 de janeiro de 2019. Os professores da UTLA concentram-se no centro de Los Angeles.

Um relatório não conseguiu resolver a questão e a UTLA declarou que a greve prosseguiria em 10 de janeiro de 2019. O distrito escolar tentou impedir a greve por motivos legais, mas um juiz permitiu que a greve continuasse. No dia 14 de janeiro, 30 000 professores deixaram as salas de aulas e foram para o piquete de greve, naquela que se tornou a primeira greve do setor em Los Angeles em 30 anos, afetando cerca de 500 000 alunos do segundo maior distrito escolar dos Estados Unidos. As escolas permaneceram abertas durante a greve, com equipes reduzidas de administradores e funcionários que não estavam em greve; dois terços dos alunos não compareceram.

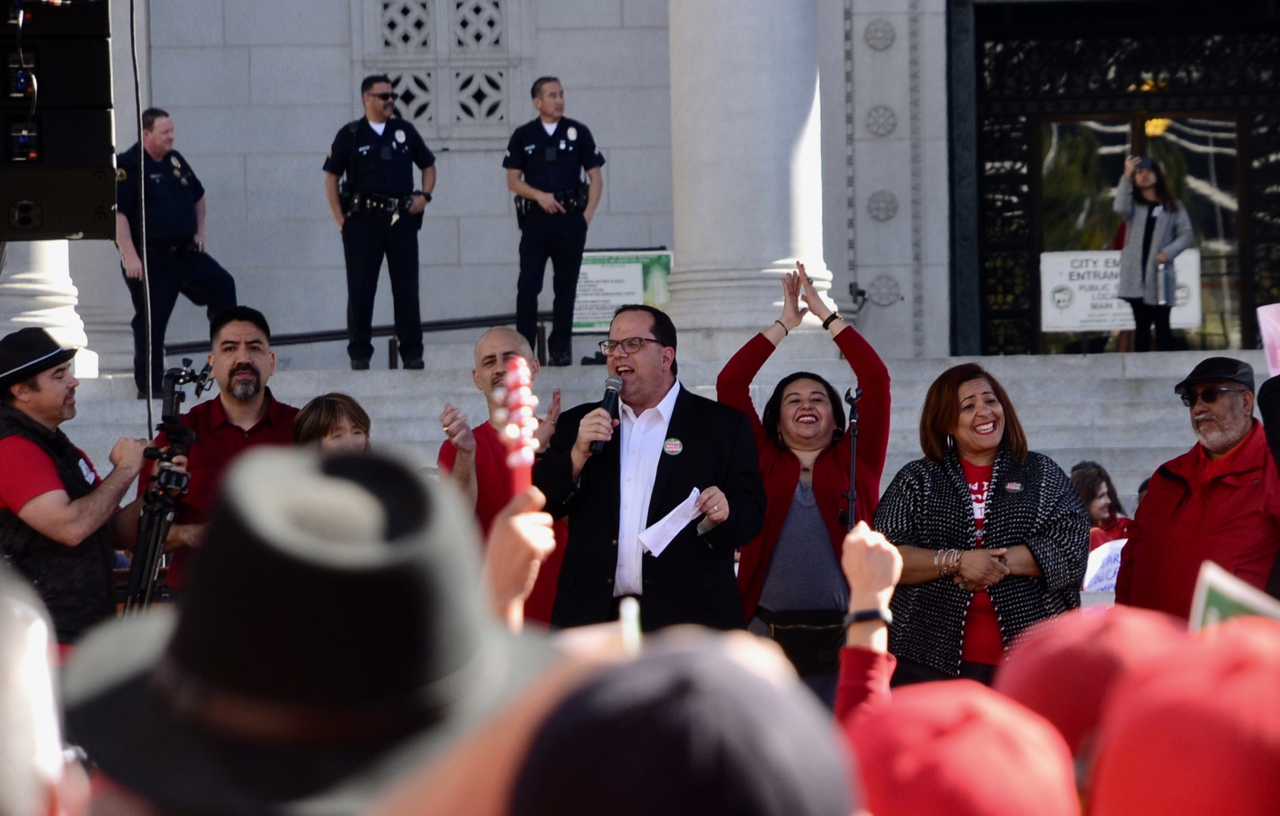
Com o fim da greve, o presidente da UTLA, Alex Caputo-Pearl, e os dirigentes sindicais agradecem aos grevistas e apoiadores.

Após seis dias de comícios lotados, a UTLA e o distrito escolar chegaram a um novo acordo contratual em 22 de janeiro, pondo fim à greve. O contrato incluía aumentos salariais para os professores, bibliotecários em tempo integral para as escolas do ensino básico e secundário, um compromisso de providenciar enfermeiros em tempo integral para todas as escolas e a criação de trinta escolas comunitária [en] no modelo de Austin e Cincinnati, a UTLA não conseguiu impor um limite vinculativo às escolas autônomas.